# Eptesicus platyops
Eptesicus platyops (Пергач лагоський) — вид рукокрилих родини Лиликові (Vespertilionidae).

## Поширення
Країни поширення: Нігерія. Присутність невизначена: Екваторіальна Гвінея, Сенегал. Цей погано відомий вид відомий лише з кількох зразків.

## Загрози та охорона
Загрози для цього виду не відомі. Поки не відомо, чи вид присутній в будь-якій з природоохоронних територій.